# Marley Shelton
Marley Eve Shelton (12 de abril de 1974, Los Angeles) é uma atriz norte-americana de cinema e televisão, conhecida por diversas participações em filme e séries.

## Biografia
Marley nasceu em Los Angeles, Califórnia, é filha do diretor de cinema e televisão Christopher Shelton. Sua mãe Carol é professora e ex-cantora. Ela é a segunda de quatro irmãs; suas irmãs são Koren, Erin e Samantha Shelton (que também é atriz e musicista). Ela cresceu no bairro residencial de Eagle Rock, onde frequentou a Eagle Rock High School. Durante o ensino médio namorou o ator Nicholas Brendon. Na época do baile Nickolas comprou 100 rosas, vestiu um smoking e dirigiu um Mustang preto conversível para impressioná-la. Shelton estudou na Universidade da Califórnia, em Los Angeles, onde se formou em Cinema e Teatro.

## Carreira

### 1991-2000

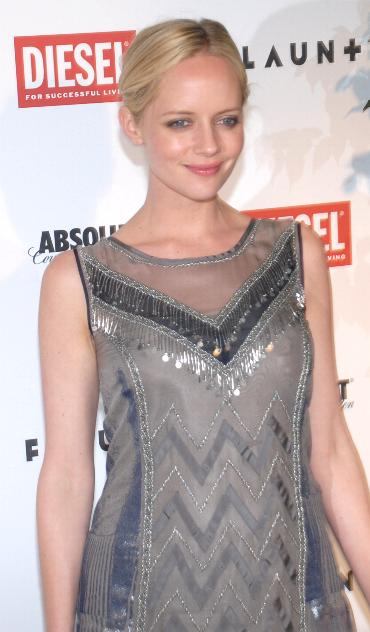
No 9º anversário da FLAUNT Magazine (6 de dezembro de 2007).

Shelton começou sua carreira como atriz em 1991, no filme Grand Canyon, e a partir daí participou de vários episódios em diversas série de tv. Sua popularidade aumentou significativamente quando ela apareceu na comédia infanto-juvenil Se Brincar o Bicho Morde de 1993, interpretando a salva-vidas Wendy Peffercorn. Em 1995, fez parte do filme biográfico sobre o ex-presidente dos Estados Unidos Nixon, interpretando sua filha Tricia Nixon Cox. Em 1997, estrelou a comédia romântica adolescente Trojan War. Em 1998, participou do aclamado longa Pleasantville, no ano seguinte teve destaque na comédia romântica Nunca Fui Beijada, e apareceu em The Bachelor, interpretando Natalie, a irmã da personagem de Renée Zellweger.

### 2001-presente
Em 2001, conseguiu seu primeiro papel principal na comédia adolescente de humor negro Sugar & Spice. No mesmo ano estrelou o thriller de terror Valentine, e a comédia Bubble Boy, ao lado do ator Jake Gyllenhaal. Em 2002 ficou entre as 100 mulheres mais sexies do mundo, segunda a revista Stuff Magazine's. No mesmo ano retratou uma dançarina moderna em dificuldades na comédia Just a Kiss, seguindo da comédia Uptown Girls de 2003. Em 2005, estrelou o filme de ação Sin City, dirigido por Robert Rodriguez. Seguiu com personagens coadjuvantes nos filmes American Dreamz e The Last Kiss, ambos de 2006. Shelton recebeu atenção da critica quando apareceu no papel principal do filme escrito, dirigido e produzido por Robert Rodriguez e Quentin Tarantino, Grindhouse, como Dr. Dakota Block.
Em 2008, Shelton teve uma breve aparição no filme biográfico sobre o ex-presidente dos EUA George W. Bush, W., e assumiu seu primeiro papel como protagonista na televisão, no seriado Eleventh Hour, como agente especial do FBI, Rachel Young.
Em março de 2018, estrelou a série musical da NBC Rise, como Gail Mazzuchelli. No mesmo ano apareceu no filme de ação Rampage.

## Vida Pessoal
Em julho de 2001 se casou com o produtor Beau Flynn, que conheceu nos bastidores do filme Bubble Boy. No dia 8 de setembro de 2009 nasceu sua primeira filha, West, em Los Angeles. Sua segunda filha, Ruby Jeanne, nasceu em 1 de maio de 2012.

## Filmografia
| Filmes    | Filmes                              | Filmes                                  | Filmes                             |
| Ano       | Título Original                     | Título (Brasil)                         | Papel                              |
| --------- | ----------------------------------- | --------------------------------------- | ---------------------------------- |
| 1991      | Grand Canyon                        | Grand Canyon - Ansiedade de uma Geração | Amanda                             |
| 1992      | Up to No Good                       | Up to No Good                           | Denise Harmon                      |
| 1993      | The Sandlot                         | Se Brincar O Bicho Morde                | Wendy                              |
| 1993      | Ambush in Waco: In the Line of Duty | Cerco ao Fanático do Texas              | Laura                              |
| 1994      | A Friend to Die For                 | A Friend to Die For                     | Jamie Hall                         |
| 1994      | Hercules in the Underworld          | Hércules no Mundo dos Mortos            | Iole                               |
| 1994      | Take Me Home Again                  | Take Me Home Again                      | Lisa                               |
| 1995      | Nixon                               | Nixon                                   | Tricia Nixon Cox                   |
| 1996      | When Friendship Kills               | Quando a Amizade Mata                   | Jennifer Harnsberger               |
| 1997      | Colin Fitz                          | Colin Fitz                              | Fã chorando                        |
| 1997      | Warriors of Virtue                  | Guerreiros da Virtude                   | Elysia                             |
| 1997      | Trojan War                          | Um Adolescente em Apuros                | Brooke Kingsley                    |
| 1998      | Pleasantville                       | A Vida em Preto E Branco                | Margaret Henderson                 |
| 1999      | Never Been Kissed                   | Nunca Fui Beijada                       | Kristin                            |
| 1999      | The Bachelor                        | Procura-se uma Noiva                    | Natalie Arden                      |
| 1999      | Protect-O-Man                       | Protect-O-Man                           | Paige Turner                       |
| 2001      | Lured Innocence                     | Lured Innocence                         | Elsie Townsend                     |
| 2001      | Sugar & Spice                       | Atraídas Pelo Perigo                    | Diane Weston                       |
| 2001      | Valentine                           | O Dia do Terror                         | Kate Davies                        |
| 2001      | Bubble Boy                          | Jimmy Bolha                             | Chloe                              |
| 2001      | On the Borderline                   | On the Borderline                       | Nicky                              |
| 2002      | Just a Kiss                         | Foi Só um Beijo                         | Rebecca                            |
| 2003      | Moving Alan                         | Como Eliminar Seu Marido                | Melissa Kennard                    |
| 2003      | Dallas 362                          | O Último Golpe                          | Amanda                             |
| 2003      | Uptown Girls                        | Grande Menina, Pequena Mulher           | Ingrid                             |
| 2003      | Grand Theft Parsons                 | Parceiros Até o Fim                     | Susie                              |
| 2004      | Dark Shadows                        | Dark Shadows                            | Victoria Winters                   |
| 2004      | The Old Man and the Studio          | The Old Man and the Studio              | Kaitlyn                            |
| 2005      | Sin City                            | Sin City - A Cidade do Pecado           | A cliente                          |
| 2005      | Don't Come Knocking                 | Estrela Solitária                       | Starlet                            |
| 2006      | American Dreamz                     | Tudo pela Fama                          | Jessica                            |
| 2006      | Jesus, Mary and Joey                | Jesus, Mary and Joey                    | Mary O'Callahan                    |
| 2006      | The Last Kiss                       | Um Beijo a Mais                         | Arianna                            |
| 2007      | Grindhouse                          | Grindhouse                              | Dra. Dakota Block                  |
| 2007      | Death Proof                         | À Prova de Morte                        | Dra. Dakota Block                  |
| 2007      | The Fifth Patient                   | The Fifth Patient                       | Helen                              |
| 2007      | Planet Terror                       | Planeta Terror                          | Dra. Dakota Block                  |
| 2008      | W.                                  | W.                                      | Fran                               |
| 2009      | (Untitled)                          | (Untitled)                              | Madeleine Gray                     |
| 2009      | Women in Trouble                    | Women in Trouble                        | Cora                               |
| 2009      | A Perfect Getaway                   | A Trilha                                | Cleo                               |
| 2009      | The Mighty Macs                     | The Mighty Macs                         | Irmã Sunday                        |
| 2010      | Elektra Luxx                        | Elektra Luxx                            | Cora                               |
| 2011      | Scream 4                            | Pânico 4                                | Policial Judy Hicks                |
| 2018      | Rampage                             | Rampage (filme de 2018)                 | Dra. Kerry Atkins                  |
| 2022      | Scream                              | Pânico                                  | Judy Hicks                         |
| Séries    |                                     |                                         |                                    |
| Ano       | Título                              | Papel                                   | Episódios                          |
| 1990      | The Family Man                      | Heather                                 | 1 episódio                         |
| 1992      | Family Matters                      | Becky Sue                               | 1 episódio                         |
| 1992      | Bodies of Evidence                  | Julie Belmont                           | 1 episódio                         |
| 1992      | Camp Wilder                         | Jennifer                                | 1 episódio                         |
| 1992      | Crossroads                          | Katie Stahl                             | 1 episódio                         |
| 1993      | Angel Falls                         | Brandi Dare                             | 1 episódio                         |
| 1994      | Dead at 21                          | Keri Sullivan                           | 1 episódio                         |
| 1994      | McKenna                             | Heather                                 | 1 episódio                         |
| 1995      | Cybill                              | Jan                                     | 1 episódio                         |
| 1998      | Fantasy Island                      | Jane                                    | Piloto                             |
| 2004      | Karen Sisco                         | Molly Lucas                             | Episódio: "Dog Day Sisco"          |
| 2005      | American Dad!                       | Betsy (voz)                             | Episódio: "Deacon Stan, Jesus Man" |
| 2008-2009 | Eleventh Hour                       | Rachel Young                            | 18 episódios                       |
| 2011      | Harry's Law                         | Tammy Benoit                            | Episódio: "Bad to Worse"           |
| 2013      | Mad Men                             | Kate                                    | Episódio: "To Have and to Hold"    |
| 2018      | Rise                                | Gail Mazzuchelli                        | 10 episódios                       |
| 2019      | Dirty John                          |                                         | Episódio: "Chivalry"               |